# 1719
1719 (MDCCXIX) — невисокосний рік.
Епоха великих географічних відкриттів •  Перша наукова революція •  Глухівський період в історії Гетьманщини

## Геополітична ситуація
Османську імперію очолює Ахмед III (до 1730). Під владою османського султана перебувають Близький Схід та Єгипет, Середземноморське узбережжя Північної Африки, частина Закавказзя, значні території в Європі: Греція, Болгарія та Сербія. Васалами османів є Волощина та Молдова.
Священна Римська імперія охоплює, крім німецьких земель, Угорщину з Хорватією, Трансильванію, Богемію, Північну Італію. Її імператор — Карл VI Габсбург (до 1740). Король Пруссії — Фрідріх-Вільгельм I (до 1740).
На передові позиції в Європі вийшла Франція, якою править Людовик XV (до 1774). Франція має колонії в Північній Америці та Індії.
Король Іспанії — Філіп V з династії Бурбонів (до 1746). Королівству Іспанія належать південь Італії, Нова Іспанія, Нова Гранада та Віцекоролівство Перу в Америці, Філіппіни. Королем Португалії є Жуан V (до 1750). Португалія має володіння в Бразилії, в Африці, в Індії, в Індійському океані й Індонезії.
Північ Нідерландів займає Республіка Об'єднаних провінцій. Вона має колонії в Північній Америці, Індонезії, на Формозі та на Цейлоні. На британському троні сидить Георг I (до 1727). Британія має колонії в Північній Америці, на Карибах та в Індії. Король Данії та Норвегії — Фредерік IV (до 1730), на шведському троні сидить Ульріка Елеонора (до 1720). На Апеннінському півострові незалежні Венеційська республіка та Папська область. У Речі Посполитій королює Август II Сильний (до 1733). У Росії царює Петро I (до 1725).
Україну розділено по Дніпру між Річчю Посполитою та Московією. Гетьман України  — Іван Скоропадський. Пристановищем козаків є Олешківська Січ. Існує Кримське ханство, якому підвладна Ногайська орда.
В Ірані правлять Сефевіди.
Значними державами Індостану є Імперія Великих Моголів, Імперія Маратха. В Китаї править Династія Цін. У Японії триває період Едо.

## Події
Велика Північна війна наближається до завершення. Триває Війна за французьку спадщину.

### В Україні
- У Російській імперії починають складати першу з ревізьких казок
- Київську губернію розділено на Київську, Орловську, Бєлгородську та Севську провінції. До Київської провінції входила Гетьманщина[1].
- На Слобожанщині засновано Глушківську (Путивльську) суконну мануфактуру — одну з перших в Україні фабрик.[2]

### У світі
- Падишаха Великих Моголів Фарук-сіяра осліплено й вбито. Уподовж року падишахами ставали Рафі-уд-Дарджат, Шах Джахан II та Мухаммад Шах, тільки останньому з них вдалося затриматися на троні.
- У березні Ульріка Елеонора офіційно стала королевою Швеції. Страчено Георга фон Герца. У країні почалася так звана епоха Свободи.
- Велика Північна війна:
  - 24 травня біля острова Сааремаа відбулась битва між флотами Росії та Швеції, одна з останніх у Північній Війні. Переміг російський флот.
  - Російський флот сплюндрував узбережжя Швеції.
  - У Стокгольмі Швеція підписала мир з Ганновером.
- Війна четверного альянсу:
  - Французи під проводом Фітцджеймса вторглися в іспанські баскські землі.
  - Якобіти при підтримці іспанців зробили спробу висадитися в Шотландії, але зазнали поразки від британських військ поблизу Глен-Шієля.
  - 20 липня біля міста Франкавілла-ді-Сицилія відбулась битва між іспанськими та австрійськими військами, у якій перемогли іспанці.
- Утворилося князівство Ліхтенштейн у складі Священної Римської імперії.
- У Бразилії засновано місто Куяба.

### Наука та мистецтво
- 27 січня в Лейпцигу засновано Breitkopf & Härtel (Брайткопф і Гертель) — найстаріше музичне видавництво у світі
- 25 квітня видано роман Даніеля Дефо «Робінзон Крузо»
- У Пруссії проведено перший в Європі перепис населення.

## Народились
див. також Категорія:Народились 1719
- Християн Маєр — німецький єзуїт, астроном, геодезист і картограф.
- Леопольд Моцарт — австрійський скрипаль, композитор. Батько і учитель Вольфганга Амадея Моцарта.
- Готфрід Ахенвалль — німецький філософ, історик, економіст, педагог та юрист епохи Просвітництва. Вважається основоположником статистики.
- Дмитро Ухтомський — князь, російський архітектор. Головний архітектор Москви в період правління імператриці Єлизавети Петрівни.
- Танума Окіцуґу — японський політичний і державний діяч періоду Едо.

## Померли
див. також Категорія:Померли 1719
- Йоганн Фрідріх Беттгер — німецький алхімік, першим у Європі здогадався, як виготовляти порцеляну.
- Джон Флемстид — англійський астроном, член Лондонського королівського товариства (1676), перший королівський астроном.
- Вільям Талман — англійський архітектор та садівник доби бароко.